# London Pride (öl)
För andra betydelser, se London Pride.
London Pride är en öl (ale) tillverkad av bryggeriet Fuller, Smith and Turner plc, och säljs både på fat och på flaska. London Pride har bryggts på Griffin Brewery sedan 1958. 

## Historia

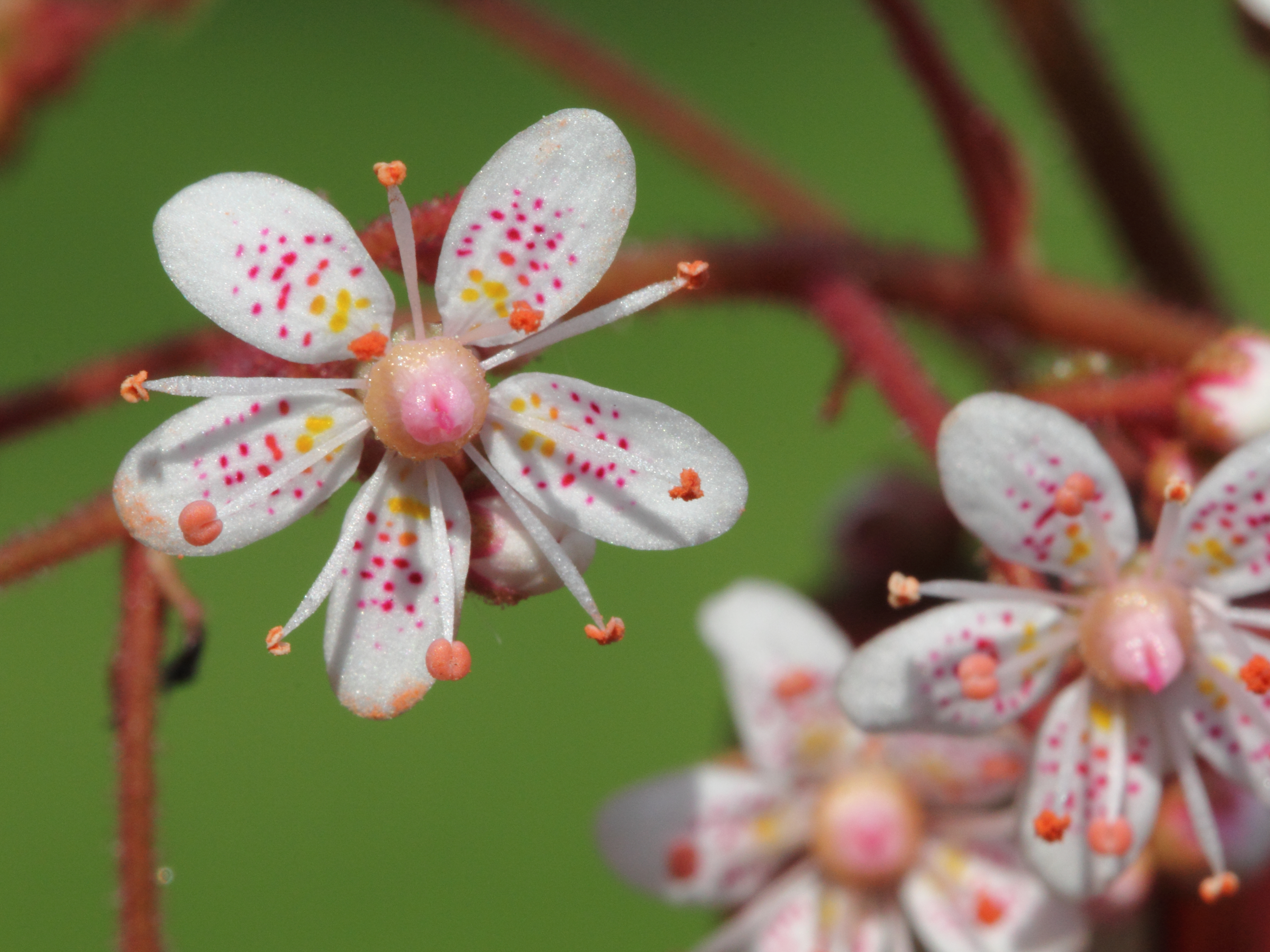
Saxifraga urbium, känd som "London Pride", använd efter Blitzenbombningarna, har gett ölet dess namn.

London Pride har tagit sitt namn från blomman Saxifraga urbium. Blomman användes efter  Blitzenbombningarna tidigt under 1940-talet, och blev en symbol för Londonbor som även sjöng den patriotiska sången med samma namn, skriven av Noël Coward 1941.

## Utmärkelser
London Pride tilldelades titeln Champion Beer of Britain I klassen Best Bitter vid CAMRA-galan 1979 samt 1995.

## Karaktär
London Pride är känd för sin balanserade smak av malt och humle, vilket ger ölen en väl rundad smak. I Storbritannien bryggs fatvarianten av London Pride med alkoholstyrkan 4,1 procent, medan flaskvarianten är 4,7 procent stark. I februari 2017 lanserade Fullers London Pride Unfiltered – en ofiltrerad variant av London Pride, vilken bryggs på originalreceptet, men som inte är filtrerad eller pastöriserad.

## Marknadsföring
Varumärket London Pride marknadsförs med sloganen "Made of London". Varumärket finns även på sociala medier som Facebook, Twitter och Instagram, där de marknadsför kampanjerna "Tweet At 12", "Empty Pint" och "Drop Of Pride".